# Yasuo Suzuki
Yasuo Suzuki (30. april 1913 - 2000) var en japansk fodboldspiller.

## Japans fodboldlandshold
| Japans landshold | Japans landshold | Japans landshold |
| År               | Kmp              | Mål              |
| ---------------- | ---------------- | ---------------- |
| 1934             | 1                | 0                |
| 1935             | 0                | 0                |
| 1936             | 1                | 0                |
| Total            | 2                | 0                |